# Gran Premio di Siracusa 1955

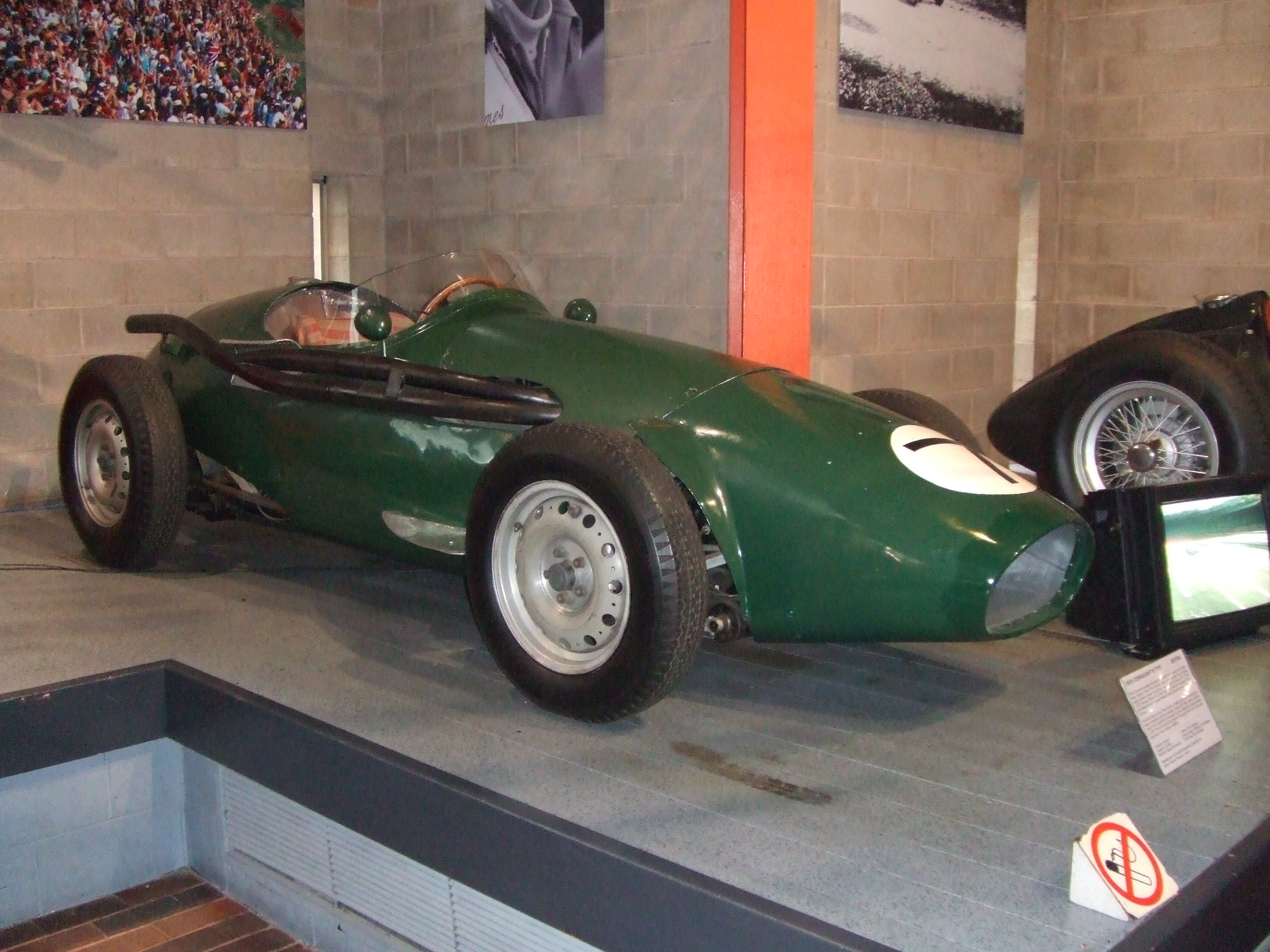
Mit einem Connaught Type B dieser Bauart gewann Tony Brooks das Rennen

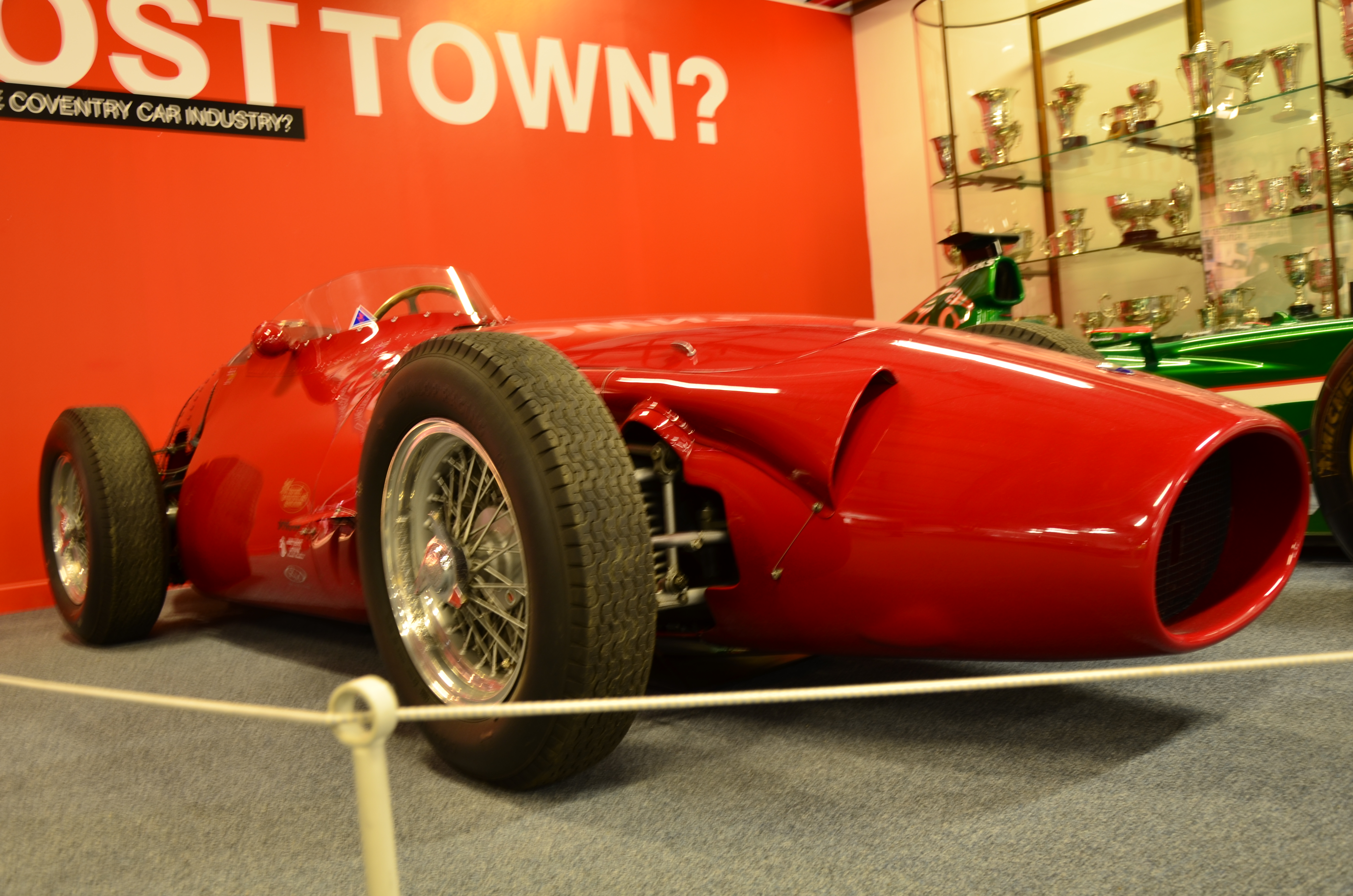
Maserati 250F, Modell aus dem Rennjahr 1955

Der Gran Premio di Siracusa 1955 fand am 23. Oktober auf dem Circuito di Siracusa in Sizilien statt. Das Rennen zählte zu keiner Rennserie.

## Das Rennen
Die Motorsportsaison 1955 war von schweren Unfällen und daraus folgenden vielen Rennabsagen geprägt. Der Unfall beim 24-Stunden-Rennen von Le Mans 1955 prägte das Jahr nachhaltig. Daraufhin wurden die Großen Preise von Deutschland, Frankreich, Spanien und der Schweiz abgesagt. In der Schweiz wurde als Folge ein Gesetz erlassen, das Rundstreckenrennen verbietet und bis heute in Kraft ist. Damit verkürzte sich die Weltmeisterschaftssaison der Formel 1 auf sieben Wertungsläufe.
Nicht abgesagt wurde der nicht zur Weltmeisterschaft zählende Große Preis von Syrakus, der 1955 für Rennwagen der Rennformeln 1 und 2 ausgeschrieben wurde. Drei Werksteams waren in Sizilien am Start. Maserati meldete fünf Maserati 250F für Luigi Piotti, Luigi Musso, Luigi Villoresi und die beiden US-Amerikaner Harry Schell und Carroll Shelby. Für Connaught gingen Tony Brooks und Les Leston im Type B ins Rennen und für Gordini waren Robert Manzon und Jacques Pollet am Start.
Das Rennen endete mit Überraschung, da sich Tony Brooks im Connaught gegen die höher eingeschätzten Maserati durchsetzen konnte. Es war der erste Sieg für einen Briten in einem britischen Auto bei einem Grand-Prix-Rennen seit 31 Jahren und dem Erfolg von Henry Segrave auf einem Sunbeam beim Großen Preis von San Sebastián 1924.

## Meldeliste
| Team                      | Nr. | Fahrer               | Chassis          | Motor           |
| ------------------------- | --- | -------------------- | ---------------- | --------------- |
| Giorgio Scarlatti         | 2   | Giorgio Scarlatti    | Ferrari 500      | Ferrari 2.0 L4  |
| Ecurie Rosier             | 4   | Louis Rosier         | Maserati 250F    | Maserati 2.5 L6 |
| Jean-Claude Vidilles      | 6   | Jean-Claude Vidilles | Ferrari 500      | Ferrari 2.0 L4  |
| Officine Alfieri Maserati | 8   | Luigi Piotti         | Maserati 250F    | Maserati 2.5 L6 |
| Officine Alfieri Maserati | 12  | Luigi Musso          | Maserati 250F    | Maserati 2.5 L6 |
| Officine Alfieri Maserati | 18  | Harry Schell         | Maserati 250F    | Maserati 2.5 L6 |
| Officine Alfieri Maserati | 24  | Luigi Villoresi      | Maserati 250F    | Maserati 2.5 L6 |
| Officine Alfieri Maserati | 28  | Carroll Shelby       | Maserati 250F    | Maserati 2.5 L6 |
| Goulds‘ Garage            | 10  | Horace Gould         | Maserati 250F    | Maserati 2.5 L6 |
| Gilby Engineering         | 14  | Roy Salvadori        | Maserati 250F    | Maserati 2.5 L6 |
| Equipe Gordini            | 16  | Robert Manzon        | Gordini T16      | Gordini 2.5 L6  |
| Equipe Gordini            | 20  | Jacques Pollet       | Gordini T32      | Gordini 2.5 L8  |
| Connaught Engineering     | 22  | Tony Brooks          | Connaught Type B | Alta 2.5 L4     |
| Connaught Engineering     | 26  | Les Leston           | Connaught Type B | Alta 2.5 L4     |
| Ottorino Volonterio       | 30  | Ottorino Volonterio  | Maserati A6GCM   | Maserati 2.0 L6 |

## Klassifikationen

### Startaufstellung
| Pos. | Fahrer               | Konstrukteur   | Zeit   | Ø-Geschwindigkeit | Start |
| ---- | -------------------- | -------------- | ------ | ----------------- | ----- |
| 01   | Luigi Musso          | Maserati       | 2:03,6 | 163,078 km/h      | 01    |
| 02   | Luigi Villoresi      | Maserati       | 2:04,7 | 161,639 km/h      | 02    |
| 03   | Tony Brooks          | Connaught-Alta | 2:05,4 | 160,737 km/h      | 03    |
| 04   | Carroll Shelby       | Maserati       | 2:08,0 | 157,472 km/h      | 04    |
| 05   | Harry Schell         | Maserati       | 2:08,7 | 156,615 km/h      | 05    |
| 06   | Robert Manzon        | Gordini        | 2:09,7 | 155,408 km/h      | 06    |
| 07   | Horace Gould         | Maserati       | 2:09,9 | 155,169 km/h      | 07    |
| 08   | Louis Rosier         | Maserati       | 2:10,9 | 153,983 km/h      | 08    |
| 09   | Jacques Pollet       | Gordini        | 2:12,1 | 152,584 km/h      | 09    |
| 10   | Roy Salvadori        | Maserati       | 2:12,7 | 151,894 km/h      | 10    |
| 11   | Les Leston           | Connaught-Alta | 2:13,0 | 151,552 km/h      | 11    |
| 12   | Luigi Piotti         | Maserati       | 2:13,6 | 150,871 km/h      | 12    |
| 13   | Jean-Claude Vidilles | Ferrari        | 2:14,2 | 150,197 km/h      | 13    |
| 14   | Giorgio Scarlatti    | Ferrari        | 2:30,4 | 134,019 km/h      | 14    |
| 15   | Ottorino Volonterio  | Maserati       | 2:58,4 | 112,984 km/h      | 15    |

### Rennen
| Pos. | Fahrer               | Konstrukteur   | Runden | Stopps | Zeit       | Start | Schnellste Runde | Ausfallgrund     |
| ---- | -------------------- | -------------- | ------ | ------ | ---------- | ----- | ---------------- | ---------------- |
| 01   | Tony Brooks          | Connaught-Alta | 70     |        | 2:24:55,7  | 03    | 2:00,2           |                  |
| 02   | Luigi Musso          | Maserati       | 70     |        | + 0:50,5   | 01    |                  |                  |
| 03   | Luigi Villoresi      | Maserati       | 68     |        | + 2 Runden | 02    |                  |                  |
| 04   | Horace Gould         | Maserati       | 68     |        | + 2 Runden | 07    |                  |                  |
| 05   | Harry Schell         | Maserati       | 68     |        | + 2 Runden | 06    |                  |                  |
| 06   | Carroll Shelby       | Maserati       | 66     |        | + 4 Runden | 04    |                  |                  |
| 07   | Luigi Piotti         | Maserati       | 62     |        | + 8 Runden | 12    |                  |                  |
| 08   | Giorgio Scarlatti    | Ferrari        | 62     |        | + 8 Runden | 14    |                  |                  |
| 09   | Les Leston           | Connaught-Alta | 62     |        | + 8 Runden | 11    |                  |                  |
| —    | Jean-Claude Vidilles | Ferrari        | 24     |        | DNF        | 13    |                  | Getriebe         |
| —    | Robert Manzon        | Gordini        | 22     |        | DNF        | 06    |                  | Ölleck           |
| —    | Ottorino Volonterio  | Maserati       | 17     |        | DNF        | 15    |                  | Kraftübertragung |
| —    | Louis Rosier         | Maserati       | 17     |        | DNF        | 08    |                  | Lenkung          |
| —    | Roy Salvadori        | Maserati       | 15     |        | DNF        | 10    |                  | Leck im Tank     |
| —    | Jacques Pollet       | Gordini        | 9      |        | DNF        | 11    |                  | Hinterachse      |